# 拉菲尼亞 (1996年出生足球运动员)
拉斐爾·迪亞斯·貝洛利（Raphael Dias Belloli；1996年12月14日—），通稱為拉芬夏（葡萄牙語：Raphinha），巴西職業足球員，司職翼鋒，現效力西甲球會巴塞罗那。他也代表巴西國家足球隊出賽。

## 俱樂部生涯
拉菲尼亞出生於巴西南部港口城市阿雷格里港，年少時加入了國內球隊阿瓦伊的青年軍，到18歲更於這支當時身處巴甲的球隊出道。不過由於當時年紀尚輕，拉菲尼亞並沒有為球隊上陣過，反而於為預備組上陣時的出色表現，吸引到一些歐洲聯賽球隊的球探關注，結果於2016年初展開其歐洲足球生涯，加盟葡超球隊甘馬雷斯。
經過半個賽季於預備組的適應後，拉菲尼亞於2016/17賽季獲正式提升至一隊，並獲得不少上陣機會，表現更有進步，最終幫助球隊於聯賽排名第4位，順利取得歐聯小組賽參賽席位；之後一個賽季，成為了球隊進攻重心的拉菲尼亞表現出色，雖然未能阻止球隊於歐聯小組賽出局，但於聯賽交出極佳表現，上陣32場，取得了15個進球及作出了4次助攻，除了成為陣中首席射手外，更獲選為球隊該季最佳球員。出色的表現讓拉菲尼亞得到於之後一季加盟葡超球會士砵亭的機會，效力一季後再於去季轉投法甲球會雷恩，於聯賽上陣了22場，取得了5個進球及作出了3次助攻，助球隊擊敗里爾成為聯賽季軍，並首次晉級歐冠小組賽。
2020/21賽季重返英超的列斯聯於季初以1700萬英鎊簽入他。
2022年7月13日，拉菲尼亞以5000萬英鎊轉會巴塞隆納足球俱樂部。

## 國家隊生涯
拉菲尼亞雖然出生後直到前往葡萄牙發展前都沒有離開過巴西，但他透過父親的血統而有代表義大利國家隊出賽的資格。2020歐洲盃之前，義大利足協透過另外一位巴西裔的義大利國家隊球員若日尼奥連絡上沒有入選巴西國家隊出戰2021美洲盃的拉菲尼亞，拉菲尼亞甚至已經同意為義大利出賽，但因為護照辦理流程太長趕不上，最終拉菲尼亞錯過了成為歐洲冠軍的機會。
歐洲盃之後不久，巴西足協終於也發來了邀請函，拉菲尼亞最終選擇為巴西隊出賽。2021年10月7日，拉菲尼亞完成了國家隊的初登場，他在對委內瑞拉國家隊的比賽中於下半場開始時替補登場並有傑出表現，他贏得一次十二碼並助攻馬金尼奧斯和安東尼（本場比賽也是安東尼的巴西國家隊首秀）各進球一次。
之後拉菲尼亞接連入選巴西出戰2022世界盃和2024美洲盃的陣容，不過巴西在兩次大賽都在八強賽中PK出局。

## 榮譽
葡萄牙體育
- 葡萄牙盃冠軍 : 2018-19[13]
- 葡萄牙聯賽盃冠軍 : 2018-19

巴塞隆納
- 西班牙超級盃冠軍 : 2022–23[14]，2024–25
- 西甲冠軍 : 2022-23[15]，2024–25
- 西班牙國王盃冠軍：2024–25